# Pastoraltheologie

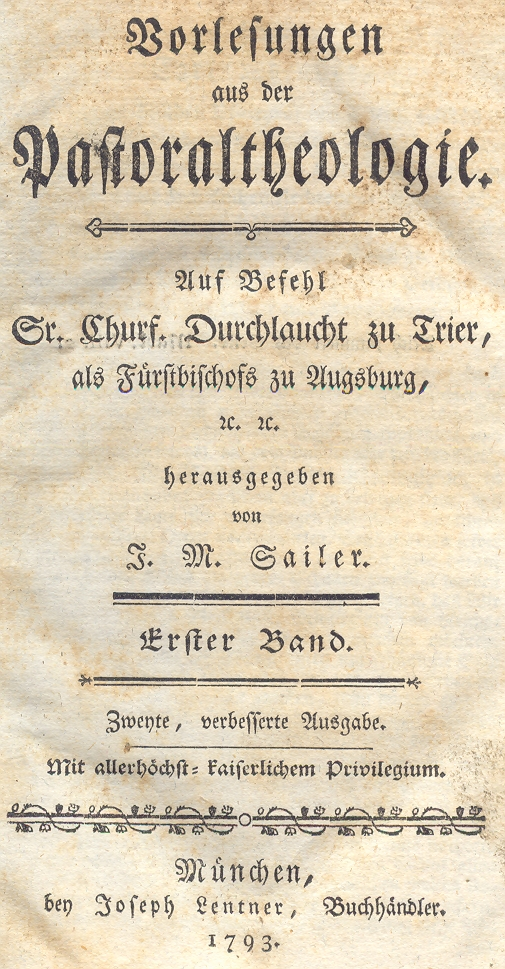
Vorlesungen aus der Pastoraltheologie von Johann Michael Sailer, München 1793 (Titelseite)

Pastoraltheologie ist eine Spezialdisziplin im Fächerkanon der christlichen Theologie. Ihre genaue Abgrenzung ist konfessionell unterschiedlich. In der Katholischen Theologie wurde der Begriff im 18. Jahrhundert durch Franz Stephan Rautenstrauch geprägt und bis ins 20. Jahrhundert meist als deckungsgleich mit der gesamten Praktischen Theologie verstanden. Erst in jüngerer Zeit setzte sich auch hier die Bezeichnung Praktische Theologie durch. Diskutiert wird, inwieweit der Bezug auf die Metapher „Hirte“ (lateinisch: pastor) angebracht ist. In der Evangelischen Theologie versteht man darunter seit Friedrich Schleiermacher einen Teilbereich der Praktischen Theologie, nämlich die Lehre von Wesen, Amt, Beruf und Rolle des Pfarrers.

## Thematik und Aufgabe

Titelseite der Pastoral-Theologie von Johann Georg Fetzer (1908) mit einem Bibelwort zur Aufgabe des Hirten

Die Pastoraltheologie sucht auf solider lehrmäßiger Grundlage die theologische Relevanz des Glaubens für die seelsorgliche (pastorale) Begleitung und Betreuung in den kirchlichen Grundvollzügen von „Martyria“ (Zeugnis des Wortes), „Diakonia“ (Dienst der Liebe, Diakonie) und „Leiturgia“ (gottesdienstliche Feier, Liturgie) fruchtbar zu machen. Dadurch sollen insbesondere die Hirten („pastores“) zusammen mit ihren anderen Mitarbeitern befähigt werden, „die Lösung der menschlichen Probleme im Lichte der Offenbarung zu suchen, ihre ewige Wahrheit auf die wandelbare Welt menschlicher Dinge anzuwenden und sie in angepasster Weise den Menschen unserer Zeit mitzuteilen.“ (Optatam totius, Nr. 16).
Die Pastoraltheologie braucht zur Erreichung ihres Zieles die interdisziplinäre Zusammenarbeit, woraus sich Spezialdisziplinen ableiten wie Pastoralanthropologie, Pastoralmedizin, Pastoralpsychologie, Pastoralpädagogik und Pastoralsoziologie.

## Pastoraltheologie als Berufstheorie des Pfarramtes

### Grundsätze aus der Confessio Augustana
- Artikel 5 der CA sieht im Predigtamt eine von Gott gegebene Möglichkeit, Glauben zu erlangen (nach dem Prinzip „fides ex auditu“ – der Glaube kommt aus dem Hören): „Um diesen Glauben zu erlangen, hat Gott das Predigtamt eingesetzt“.
- Artikel 14 bestimmt, dass die öffentliche Lehre und Predigt sowie Reichung der Sakramente durch das Kirchenregiment bzw. kirchliche Amt geschehen soll, wofür eine „ordnungsgemäße Berufung“ erforderlich ist.
- Artikel 28 formuliert für Kirchenleitung den Grundsatz „non vi sed verbo“ – nicht durch Gewalt, sondern mit dem Wort. Die Leitung sollte also nichts gewaltsam durchsetzen, sondern immer um Gewinnung durch Worte bemüht sein.

### Aktuelle praktisch-theologische Reflexion

Pastoraltheologie: Grundlagen, Herausforderungen, Entwürfe

Ulrike Wagner-Rau entwirft in ihrem Beitrag in „Praktische Theologie. Ein Lehrbuch“ (2017) unter dem Stichwort „Pastoraltheologie“ eine Berufstheorie des Pfarramtes. Besonders herausfordernd seien die Ressourcenknappheit, die konzeptionelles Denken erfordert, die Lebensform, in der Privates und Berufliches austariert werden muss, die Auflösung der Zuordnung einer Pfarrperson zu nur einer Parochie und die meist nicht vorauszusetzende Vertrautheit von Menschen mit der christlichen Religionspraxis, was eine theologische und kommunikative Kompetenz erfordert.
Zu den Strukturbedingungen des Pfarrberufs zählen v. a. seine Eigenart als Gesinnungsberuf (Spannung von Glaube und Zweifel), die öffentliche Kommunikation des Evangeliums als zentrale Aufgabe mit viel Spielraum, die Residenzpflicht, die lebenslang gültige Ordination, die akademische Ausbildung samt Fortbildung im Vikariat und weiteren Reflexionsangeboten danach, die Privilegierung gegenüber anderen kirchlichen Berufen und die Leitungsfunktion in den meisten kirchlichen Aufgabenbereichen (oft Kirchenvorstand, Geschäftsführung von Kindergarten, Friedhof, …). Als unterschiedliche Formen des Pfarrdienstes gibt es Gemeindepfarrstellen mit ortsgemeindlichen Tätigkeiten, Funktionspfarrstellen mit der Spezialisierung auf eine bestimmte Aufgabe (z. B. Krankenhaus- oder Gefängnisseelsorge, Medienarbeit, …), Pfarrdienste in höheren Ebenen der Kirchenleitung (Dekane/Superintendenten/Pröpste), Teildienstverhältnisse und Pfarrdienste im Ehrenamt. Als Herausforderung gilt die Rollendiffusion: Im Pfarramt fällt es teilweise nicht leicht, zwischen der persönlichen und beruflichen Rolle zu unterscheiden, weil die Privatsphäre nicht immer strikt vom Beruf zu trennen ist.
Empirisch gesehen hängen das Bild von Kirche und Pfarrperson stark zusammen, was z. B. daran deutlich wird, dass persönliche Kontakte zwischen Kirchenmitgliedern und Pfarrperson meist positiv in Erinnerung bleibt, während Mitglieder ohne Kontakt zur Pfarrperson eine höhere Austrittsneigung haben. Das Selbstverständnis von Pfarrern entspricht größtenteils den Erwartungen der Mitglieder: In Seelsorge und Verkündigung liegen meist die Arbeitsschwerpunkte, die oft mit hoher Zufriedenheit ausgeführt werden. Das Bild des Pfarrberufs wird seit dem 18. und 19. Jahrhundert kulturell in Belletristik konstruiert, heutzutage auch in Film und Fernsehen, was die Erwartungshaltung der Öffentlichkeit an die Pfarrperson nachhaltig prägt.
Neutestamentlich besteht eine Spannung zwischen besonderer Berufung der Nachfolgenden Jesu durch besondere Aufgaben (Verkündigung, Heilung, Sündenvergebung, …) und antihierarchischen Ansätzen (z. B. Jesu Einstellung zum Rangstreit). Dieser Konflikt setzt sich in gewisser Weise im evangelischen Amtsverständnis der Reformation darin fort, dass einerseits die Ordination ein Leben lang gilt und zur öffentlichen Kommunikation des Evangeliums spezifisch qualifiziert, aber andererseits das Amtsverständnis nicht sakramental (katholisch), sondern funktional (Pfarrberuf hat dieselbe Stellung wie alle anderen Berufe) ist. Durch den Wandel des Pfarramtsverständnisses in der Reformation wurde der Pfarrer primär zum „Schriftgelehrten“ mit der primären Aufgabe der Schriftauslegung (in Predigt, Bildung, Seelsorge, …), der daher nicht nur Berufung, Begabung und Charisma mitbringen sollte, sondern nun auch v. a. eine theologische Bildung, bei der es gilt, wissenschaftlich-kritische und fromme Wirklichkeitszugänge in einer Person zu vereinen. Im 19. Jahrhundert kommt es zu einer zunehmenden Professionalisierung des Pfarrberufs dadurch, dass die regelmäßige Besoldung eine Konzentration auf die geistlichen Aufgaben ermöglichte, weil der Pfarrer sich nicht mehr auf wirtschaftliche Einkünfte etwa aus der Landwirtschaft verlassen musste, wohingegen schon ab der zweiten Hälfte des 19. Jahrhunderts eine Deprofessionalisierung zu beobachten ist, die mit der Ausdifferenzierung von Berufen und somit mit der Auslagerung von Aufgaben (lehramtliche, medizinische, pflegerische, sozialpädagogische …) an andere einhergeht. Aufgrund von Subjektivierung und Individualisierung müssen im 20. Jahrhundert Pfarrer sich stärker auf die Subjektivität des Gegenübers einstellen und aufgrund der Ausdifferenzierung der Gesellschaft sind die Lebens- und Arbeitswelten weniger überschaubar, zudem kommen neue Aufgaben für die Pfarrpersonen (Erwachsenenbildner, Freizeitunterhalter, Gestalter des Gemeinwesens, …) hinzu. Was die Geschlechter fragen betrifft, ist festzuhalten, dass erst seit der Weimarer Verfassung Frauen die Möglichkeit zum Theologiestudium hatten, wobei die ersten Ordinationen von Frauen erst während des Zweiten Weltkrieges in der Bekennenden Kirche vollzogen wurden. Die im Bonner Grundgesetz verankerte Forderung nach Gleichberechtigung von Mann und Frau, ökumenische Impulse und die „Neue Frauenbewegung“ führten schließlich in den 1960ern/1970er-Jahren zur Gleichberechtigung von Mann und Frau im Pfarramt, das heute in der EKD mit ca. 33 % von Frauen vertreten wird, wobei mehr Frauen in Teildienstverhältnissen stehen und in Leitungsfunktionen nach wie vor unterrepräsentiert sind.
Als geistliche Leiter tragen Pfarrpersonen eine theologische Gesamtverantwortung, der sie in den Kernaufgaben Gottesdienst, Predigt, Seelsorge und Bildungsarbeit nachkommen – sei es im Sinne der dialektischen Theologie Karl Barths als Zeuge mit dem Schwerpunkt der Verkündigung, oder im Sinne von Ernst Lange als professioneller Nachbar, der in Kasualien das Leben zu deuten weiß, in Diakonie helfend handelt und insgesamt als ein religiös sensibler Dialogpartner orientierende Werte vermitteln kann. Die Qualität des Pfarrberufs kann sowohl als eine geistliche, die sich durch den Bezug zum Machtfeld des Heiligen auszeichnet (Josuttis), als auch als eine theologische gesehen werden, durch die Pfarrpersonen selbst reflexiv und kritisch Bibeltexte für Gegenwartsfragen unter Beachtung der eigenen Beschränktheit und mit einer Pluralitätskompetenz, die offen für verschiedene Positionen und Frömmigkeitsstile ist, erschließen. Isolde Karle beleuchtet das Pfarramt als eine Profession, also als ein spezieller Beruf für bestimmte Aufgaben mit entsprechenden Bildungsvoraussetzungen. Uta Pohl-Patalong sieht die Kernaufgabe der Pfarrperson in der Kommunikation des Evangeliums allerdings nicht im Sinne einer Reduktion auf Verkündigung, sondern im Hinblick auf die vielfältigen Aufgabenbereiche. Ulrike Wagner-Rau beschreibt andernorts die „Aufgabe der öffentlichen Kommunikation des Evangeliums 'auf der Schwelle'“. Das Amt kann nicht von der Person losgelöst betrachtet werden (wie im Berufsbild der dialektischen Theologie), sondern sie beeinflussen sich gegenseitig, sodass mit Meyer-Blanck sagen kann, das für die Inszenierung des Evangeliums Präsenz und Authentizität der Pfarrperson wesentlich sind.
Aktuell diskutiert werden die Auflösung der integralen Lebensform des Pfarrhauses, die früher berufliches und privates Leben stark verknüpfte, durch die gesellschaftlichen Veränderungen (Berufstätigkeit von Mann und Frau einer Familie zugleich, gleichgeschlechtliche Partnerschaften, Single-Haushalte, …) aber einem Wandel unterliegt, Arbeitszeitregelungen mit der Priorisierung von Schwerpunktfeldern des kirchlichen Arbeitens und das Verhältnis vom Pfarramt zu anderen Aktiven in der Gemeinde (Musizierende, Pädagogen, Diakone, Ehrenamtliche), die meist strukturell benachteiligt sind, denen aber aufgrund des mangelnden theologischen Nachwuchses immer größere Bedeutung zukommt.
Für die Zukunft entsteht zum einen die Frage, wie die Attraktivität des Berufes für den zurzeit zu knappen Nachwuchs bewahrt werden kann angesichts der gesamtgesellschaftlichen religiösen Lage Mitteleuropas, zum anderen erwächst die Frage aus den 1980er Jahren neu, inwiefern die Öffentlichkeit des Pfarrberufes sich auch produktiv auf die lokale sozialräumliche Situation beziehen kann.